# Хождение по мукам (фильм)
«Хожде́ние по му́кам» — советская историческая драма, полнометражный художественный фильм в трёх частях по одноимённому роману Алексея Толстого, его первая экранизация.
Снят Григорием Рошалем на студии «Мосфильм» в 1957—1959 годах.
Три части фильма названы так же, как книги трилогии Алексея Толстого:
1. «Сёстры» (1957),
2. «Восемнадцатый год» (1958),
3. «Хмурое утро» (1959).

## Сюжет
Фильм посвящён судьбе двух сестёр — Кати и Даши, на фоне развала Российской империи и Гражданской войны, и их историям любви соответственно с Рощиным и Телегиным. Экранизация следует тексту романа с сокращениями, связанными с киноформатом.

### Фильм № 1. «Сёстры»
1914 год: показана безмолвная сцена поездки Кати с Бессоновым в пролётке. Далее следует визит Даши на квартиру Телегина, вечер футуристов и знакомство с Телегиным. Эпизод мимолётной встречи Даши с Телегиным уже весной, когда она не замечает его. Фиалки в подарок от Бессонова и признание Кати в любви к нему. Вечерний приём у Смоковниковых и презентация «Современной Венеры». Телегин становится свидетелем забастовки на заводе и расстрела рабочих. Даша приходит к Бессонову и позже выговаривает сестре, после чего Катя признаётся мужу в измене. Сёстры разъезжаются из Петербурга: Катя — в Париж, а Даша сдаёт экзамены и уезжает к отцу в Самару. На волжском пароходе она снова встречает Телегина.
В отцовской квартире Даша слышит новость об убийстве эрцгерцога. Отец отправляет Дашу в Крым, чтобы она нашла Катиного мужа Николая Ивановича и чтобы тот спас Катю от её душевных шатаний в Париже. В Крыму Бессонов лезет в окно спаленки Даши, но она выгоняет его. Новая случайная встреча с Телегиным, который приехал к ней проститься перед уходом на фронт, — начинается Первая мировая война.
Даша получает известие о пропаже Телегина на фронте без вести и начинает работать медсестрой. Катя возвращается в Россию, и семья снова собирается в Москве, где Николай Иванович впервые приводит в дом Вадима Рощина. Телегин тем временем томится в плену, и после бунта, вспыхнувшего из-за самоубийства русского офицера, предстаёт перед трибуналом, откуда умудряется бежать. Катя также уходит в медсёстры. Наступает 1917 год: Рощин приходит к ней попрощаться перед отъездом в действующую армию, и они признаются друг другу в своих чувствах. Телегин же приезжает в Москву и находит Дашу в госпитале.
Он уезжает в Петербург, где проходят многочисленные демонстрации. Во время Февральской революции Телегин в Москве с Дашей. (В этой части фильма — многочисленные групповые съёмки толпы с транспарантами на фоне узнаваемых достопримечательностей обеих столиц). Герои становятся свидетелями заседания Совета рабочих депутатов. Молодожёны Даша и Телегин поселяются в полупустой квартире в Петрограде. Николай Иванович же на фронте, агитируя солдат, говорит что-то неудачное, и его линчуют. Позже в Петрограде сёстры секретничают о Рощине в квартире Телегиных, который позже приходит в гости ужинать перед уходом в Добровольческую армию.

### Фильм № 2. «Восемнадцатый год»
1918 год. В заснеженном голодном Петрограде Телегин на советском митинге встречает рабочего Рублёва. В замёрзшей квартире сидит Даша в депрессии после потери ребёнка. Она решает расстаться с Телегиным, который в итоге уезжает воевать за Советы на Кубань.
Катя же едет в поезде с Вадимом в Ростов, и по пути они встречают Алексея Красильникова, его бывшего вестового. В Ростове-на-Дону, в гостях, Тётькин, бывший сослуживец Рощина, даёт приют Кате после ссоры с Рощиным. Он пробирается в Белую армию, где знакомится с Оноли. Белые пытаются взять Екатеринодар, но генерал Корнилов погибает накануне атаки. 
Телегин в степях встречается с Рублёвым, присланным в армию под командованием Сорокина комиссаром. Они отправляются в штаб Сорокина за приказом о помощи полку «Пролетарская свобода» и получают отказ. (В фильме положительный рабочий Рублёв, в отличие от книги, становится важным персонажем и занимает место других героев — например, по тексту Толстого, спутником Телегина был комиссар Соколовский). Затем Телегин и Рублёв наблюдают, как Сорокин молодецким наскоком усмиряет возмущение своих солдат.
Поручик Оноли стреляет в спину Рощину. Комиссар Гымза отправляет Телегина в центр с посланием о том, что Сорокин превращается в диктатора. Оноли сообщает Кате о гибели Рощина. В поезде она беседует с немцем и оставляет ему свой адрес, затем поезд грабят махновцы, и её берут в плен. В итоге Катю уводит Красильников. Рощин приезжает к Тётькину в поисках Кати, затем отправляется за ней в Екатеринослав.

### Фильм № 3. «Хмурое утро»
Третий фильм кинотрилогии заканчивает повествование о гражданской войне в России в 1918—1920 годах. Взаимоотношения двух любящих пар, разворачивающиеся на фоне исторических событий, приходят к логической развязке.

## Роли исполняют

### В главных ролях
| Актёр            | Роль    |
| ---------------- | ------- |
| Руфина Нифонтова | Катя    |
| Нина Веселовская | Даша    |
| Вадим Медведев   | Телегин |
| Николай Гриценко | Рощин   |

### В ролях

#### Фильм № 1. «Сёстры»
| Актёр               | Роль                                            |
| ------------------- | ----------------------------------------------- |
| Виктор Шарлахов     | Смоковников Николай Иванович, адвокат, муж Кати |
| Владимир Муравьёв   | Булавин Дмитрий Степанович, отец Кати и Даши    |
| Владлен Давыдов     | Бессонов Алексей Алексеевич, поэт-декадент      |
| Павел Винников      | Тётькин                                         |
| Сергей Яковлев      | Рублёв Василий, рабочий                         |
| Виктор Яковлев      | Мельшин, пленный офицер                         |
| Пётр Модников       | Жуков, пленный офицер                           |
| Вера Бурлакова      | горничная у Смоковниковых                       |
| Люсьена Овчинникова | Луша, горничная                                 |
| Ефим Копелян        | казачий есаул                                   |
| Джемма Фирсова      | Нина Чародеева                                  |

#### Фильм № 2. «Восемнадцатый год»
| Актёр               | Роль                                                    |
| ------------------- | ------------------------------------------------------- |
| Майя Булгакова      | Агриппина Чебрец                                        |
| Виктор Авдюшко      | Иван Гора                                               |
| Сергей Яковлев      | Рублёв Василий, рабочий                                 |
| Павел Винников      | Тетькин                                                 |
| Виктор Яковлев      | Мельшин, пленный офицер                                 |
| Евгений Матвеев     | Сорокин, главком                                        |
| Григорий Кириллов   | Беляков, начальник штаба Сорокина                       |
| Владимир Муравьёв   | Булавин Дмитрий Степанович, отец Кати и Даши            |
| Леонид Пархоменко   | Алексей Красильников                                    |
| Евгений Тетерин     | немец, попутчик Кати                                    |
| Павел Стрелин       | Деникин, главком                                        |
| Михаил Козаков      | Оноли, поручик Белой армии, недруг Рощина               |
| Александр Смирнов   | Теплов, офицер Белой армии, знакомый Рощина             |
| Владимир Сез        | фон Мекке, офицер Белой армии, знакомый Рощина          |
| Константин Немоляев | Говядин Семён Семёнович, самарский ухажёр Даши          |
| Виктор Адаменко     | Нефёдов Кузьма Кузьмич, попутчик Даши, дьячок-расстрига |

#### Фильм № 3. «Хмурое утро»
| Актёр              | Роль                                                        |
| ------------------ | ----------------------------------------------------------- |
| Майя Булгакова     | Агриппина Чебрец                                            |
| Виктор Авдюшко     | Иван Гора                                                   |
| Павел Винников     | Ленин                                                       |
| Леонид Пархоменко  | Алексей Красильников / одноглазый махновец в Екатеринославе |
| Пётр Модников      | староста                                                    |
| Виктор Адаменко    | Нефёдов Кузьма Кузьмич, попутчик Даши, дьячок-расстрига     |
| Любовь Соколова    | Анисья                                                      |
| Наталья Кустинская | Маруся                                                      |
| Нонна Мордюкова    | Матрёна Красильникова                                       |
| Борис Андреев      | матрос Чугай                                                |
| Анатолий Соловьёв  | Латугин                                                     |
| Виталий Матвеев    | Нестор Иванович Махно                                       |
| Владимир Белокуров | Лёва Задов                                                  |
| Владимир Таскин    | Чёрный, идейный анархист                                    |
| Виктор Яковлев     | Мельшин, пленный офицер                                     |
| Олег Голубицкий    | Михаил Шарыгин                                              |
| Семён Свашенко     | Яков                                                        |
| Александр Титов    | Чесноков, командир бригады                                  |
| Нина Меньшикова    | Чесночиха                                                   |
| Анастасия Зуева    | просительница у Махно                                       |
| Николай Гладков    | председатель ревкома Екатеринослава                         |

## Съёмки
БСЭ в статье о режиссёре фильма Г. Рошале указывает, что в этой ленте, как и в его работе «Зори Парижа» (1937), проявилось «стремление к крупным эпическим полотнам, героической тематике, характерное для режиссёра».
На роль Даши сначала планировалась, по словам самой актрисы, Татьяна Конюхова, однако режиссёр заменил её на Нину Веселовскую, о чём Конюхова не знала и потому отказалась от нескольких завидных ролей, в частности — в фильме «Летят журавли».
Теоретик кино и оператор А. Головня в своей книге «Мастерство кинооператора» (1965) особо рассматривает работу оператора Леонида Косматова, в частности, на примере и этого фильма: «Интересно и своеобразно строит работу над кинопортретом оператор Л. Косматов. Разберем, например, как решал оператор портреты героинь талантливой актрисы Р. Нифонтовой. В фильме „Вольница“ Р. Нифонтова исполняла роль Настеньки, простой деревенской девушки. (…) Так, глубоко драматическая сцена в фильме „Сестры“, когда Катя (в исполнении Р. Нифонтовой) получает телеграмму о смерти мужа, решается оператором в темных, „траурных“ тонах. Последующие сцены — попытка Кати к самоубийству и неожиданный приход Рощина — снимаются в резкой светотональной гамме. Здесь применено было интересное решение: Катя как бы следует за собственной тенью, падающей на стену, чем пластически выражается то настроение подавленности и бессилия, которое овладело героиней» (и т. п.).

## Восприятие
При подготовке следующей экранизации того же романа (13-серийного фильма (1977)), создатели ленты критиковали предшественника. По их словам, хотя фильм Рошаля знаком «миллионам зрителей», однако «кинотрилогия Рошаля не смогла вобрать в себя все сюжетные линии литературного первоисточника, а, следовательно, не могла показать со всей полнотой трагедию передовой русской интеллигенции, оказавшейся на стыке двух эпох, но нашедшей в себе силы и волю понять и принять революцию, обрести новую, социалистическую Родину». Они подчеркивали преимущество многочасового телеформата для этого романа по сравнению с сокращенной версией для киноэкрана.
Зрителю запомнилось музыкальное сопровождение ленты:

— Что это было? — спросил Владимир. — Не Бетховен, не Моцарт, не Сарасате… Можно — ещё раз? 

— Запросто. Называется ЭТО — «Утопическая увертюра» композитора Кабалевского. Саундтрек, проще говоря, к кинофильму «Хождение по мукам» режиссёра Рошаля, тысяча девятьсот пятьдесят седьмого года выпуска. Впечатлило? В исполнении симфонического оркестра ещё сильнее звучит. 

— Нет слов.
— Василий Звягинцев. «Скоро полночь» (2009)
Произведение Кабалевского, созданное на основе музыки к фильму «Сёстры», в данной цитате названо некорректно. Согласно авторскому каталогу сочинений, оно именуется «Патетической увертюрой» (соч. 64; 1960).

## Съёмочная группа
- Режиссёр: Григорий Рошаль
- Сценарий: Борис Чирсков
- Оператор: Леонид Косматов
- Композитор: Дмитрий Кабалевский
- Художник: Иосиф Шпинель
- Звукооператор: Лев Трахтенберг
- Художник по костюмам: Ольга Кручинина
- Комбинированные съёмки:
  - Оператор: Борис Арецкий
  - Художник: Людмила Александровская